# TOTO Dart Kings
De TOTO Dart Kings is een Nederlandse dartteam. De in 2022 samengestelde ploeg is de eerste en enige professionele dartteam van het land samengesteld uit de vijf sterkste Nederlandse darters, te weten Michael van Gerwen, Danny Noppert, Dirk van Duijvenbode, Vincent van der Voort en Raymond van Barneveld. Hieraan is in 2023 het toptalent Gian van Veen toegevoegd.
De ploeg streeft naar het verzamelen van prestatiegegevens van de darters om hun beslissingen tijdens wedstrijden te verbeteren. Het richt zich ook op het mentale aspect van de sport en ondersteunt de spelers om op alle vlakken beter te worden. Het heeft om die reden onder andere een voedingscoach, biohacker, chiropractor en osteopaat in de gelederen.
Van Gerwen lijkt er in rap tempo vruchten van te hebben geplukt door nog datzelfde jaar zijn nummer één positie in de wereldranking terug te verdienen. Ook Van Barneveld, die naar eigen zeggen het beste in een team presteert, heeft sinds hij zich bij het team aansloot zijn draai gevonden.
Het team werd in april 2023 door de universiteit van Delft uitgenodigd om er de toen in ontwikkeling zijnde rocket dart te testen. Gedurende deze test werd niet alleen de precisie van de nieuwe pijl onderzocht, maar kregen de darters ook inzicht in hun persoonlijke manier van werpen. Deze inzichten zouden gebruikt worden om gepersonaliseerde trainingsprogramma’s te ontwikkelen en zo de prestaties van de darters te verbeteren.